# Rikken Fodbold Club
Rikken Fodbold Club (eller Rikken F.C., RFC) er en dansk fodboldklub beliggende i Valby. Klubbens to seniorhold er begge placeret i lokalserierne under Københavns Boldspil-Union (KBU), hvoraf førsteholdet spiller i Serie 2 i 2007-sæsonen. Førsteholdet afvikler deres hjemmebanekampe på opvisningsbanen på Rikken FC's fodboldanlæg ved Kulbanevej/Vigerslev Vænge (kaldet Rikken Park) i Valby, hvor også græstræningen pågår.

## Klubbens historie
Fodboldklubben blev grundlagt i 1985 og medlemmerne valgte en spilledragt bestående af sorte og røde farver. Rikken FC blev i første omgang tilmeldt turneringerne under DAI Fodbold før man i 1989 valgte at tilmelde sig Københavns Boldspil-Union. Klubben har 81 medlemmer, hvoraf 15 medlemmer er under 29 år (pr. marts 2007) og inkluderer endvidere en mindre kvinde-afdeling. Klubben havde omkring årtusindeskiftet en stor medlemstilgang på ungdomssiden og havde i 2003 godt 130 medlemmer. Grundet trange bade- og omklædningsfaciliteter har det været nødvendigt at lave en venteliste for nye unge medlemmer. Klubbens faciliteter består nemlig af et godt 20 kvadratmeter omklædningsrum med tre brusebade samt et mindre klublokale i en nærliggende lejet varmekælder i det nærliggende boligkompleks DAB på Vigerslev Vænge 50. Til træning klæder spillerne enten om hjemmefra eller på varmecentralen.
Københavns Kommune har længe haft planer om at etablere en kunstgræsbane (Valbys første i fuld størrelse) ved siden af den nuværende 11-mands græsbane (50 x 90 meter) og 7-mands grusbane på Rikken FC's fodboldanlæg (ejet af Københavns Kommune), men det første spadestik er dog aldrig blevet taget grundet skiftende krav og stigende anlægsudgifter. Foreningen skulle i tilknytning til boldbanerne få en ny klubhuspavillon placeret imellem dem, et skitseforslag udarbejdet af ONV arkitekter, Rikken FC og Kultur- og Fritidsforvaltningen i fællesskab i foråret 2006. Klubhuspavillonen skal bestå af to stk. godt 40 kvadratmeter store grundmoduler indeholdende henholdsvis to omklædningsrum med tilhørende toilet samt brusefaciliteter, et 32 kvadratmeter opholdsrum med køkkenniche samt et depotrum og en godt 50 kvadratmeter overdækket terrasse. Såfremt Københavns Borgerrepræsentation afsætter de de økonomiske midler til projektet på  deres budget, forventes det igangsat i 2008.
Den 15. september 2007 afvikles klubbens første Memorial kamp mellem Rikken F.C.s (gamle 1. holdsspillere fra 1989-94) og Valby Boldklubs oldboys i Rikken Park til ære for den daværende formand og tidligere førsteholdstræner, Jan Jensen, der døde på formandsposten den 5. juli 2007 og som havde stor betydning for klubben.

### Klubbens formænd
- 1985-1992: Kenneth Bresson
- 1992-1994: Jan Jensen
- 1994-1995: Tony Hansen
- 1995-1996: Allan Christensen
- 1996-1998: Keld Jørgensen
- 1998-2004: Per Jakobsen
- 2004-2007: Jan Jensen
- 2007-2010: Kai Christensen
- 2010-    : Tino Pedersen

### Klubbens trænere
- 1989-1991: Jan Jensen
- 1991-1992: Jack Edwards
- 1992-1994: Jørgen Bonde
- 1994-1995: Niels Larsen/Per Jakobsen
- 1995-1997: Kenneth Pilmark/Jørgen Søderberg
- 1997-1998: Kenneth Pilmark
- 1998-1999: Nicolai Vang
- 1999-2000: Torben Søderberg
- 2000-2002: Per Jakobsen
- 2002-2006: Kai Christensen
- 2007-: Morten Larsen

### Kendte spillere
Der er for få eller ingen kildehenvisninger i dette afsnit, hvilket er et problem. Du kan hjælpe ved at angive troværdige kilder til de påstande, som fremføres.

- Sammy Youssouf
- Nicki Bille Nielsen
- André Riel

## Klubbens resultater

### DBUs Landspokalturnering
De sportslige resultater for klubben i DBUs Landspokalturnering igennem årene:
| Sæson | Runde              | Hjemmebanehold | Resultat           | Udebanehold | Bem. |
| 1994/95 |                    |                |                    |             |      |
| 1. runde | Rikken F.C.        | 2-1            | Horslunde Boldklub |             |      |
| 2. runde | IF Skjold Birkerød | 13-2           | Rikken F.C.        |             |      |
| Resultat: Efter ordinær spilletid, efs: Efter forlænget spilletid, str: Efter straffespark, Bem.: Bemærkning(er) |                    |                |                    |             |      |

### Bedrifter i Danmarksturneringen
De sportslige resultater for klubbens førstehold i Danmarksturneringen og serierne under KBU igennem årene:
| N. | Række                          | Nr.       | Statistik        | Topscorer | Bem.         |
| 8 | KBU Serie 2, Pulje 1 (4) 2007  | i/t       | i/t              | i/t       | Igangværende |
| 8 | KBU Serie 2, Pulje 1 (4) 2006  | 8. plads  | 26-12-2-12 89-53 | i/t       |              |
| 8 | KBU Serie 2, Pulje 1 (4) 2005  | 7. plads  | 26-11-5-10 58-52 | i/t       |              |
| 8 | KBU Serie 2, Pulje 1 (41) 2004 | 4. plads  | 18-7-3-8 52-40   | i/t       |              |
| 8 | KBU Serie 2, Pulje 1 (4) 2003  | 4. plads  | 26-13-8-5 76-51  | i/t       |              |
| 8 | KBU Serie 2, Pulje ? (?) 2002  | 12. plads | 26-6-2-18 37-85  | i/t       |              |
| i/t | KBU Serie 2, Pulje ? 1990      | i/t       | i/t              | i/t       |              |
| i/t | KBU Serie 3, Pulje ? 1989      | i/t       | i/t              | i/t       | Oprykning    |
| i/t: Ikke tilgængelig, N.: Rækkens niveau i den pågældende sæson, Nr.: Slutplacering, Bem.: Bemærkning(er) |                                |           |                  |           |              |

### Klubbens hold i rækkerne
Klubbens førstehold i rækkerne:

## Ekstern kilde/henvisning
- Rikken FCs officielle hjemmeside (Webside ikke længere tilgængelig)